# Zenkevitchia admirabilis
Zenkevitchia admirabilis is een vlokreeftensoort uit de familie van de Typhlogammaridae. De wetenschappelijke naam van de soort is voor het eerst geldig gepubliceerd in 1940 door Birstein.